# Stelle (Gianni Celeste)
Stelle è il tredicesimo album del cantante siciliano Gianni Celeste, cantato in lingua napoletana, pubblicato nel 1993.

## Tracce
1. Dinta stu vico
2. Voglio abortire
3. I piranha
4. Te credevo sincera
5. Nascerà mio figlio
6. Un'estate cu tte
7. Senza 'na ragione
8. Comme me sai vasà
9. Comm'aggia fà
10. Se ce veresse mammete